# Pieprz (album)
Pieprz – czwarty studyjny album zespołu O.N.A., wydany 19 listopada 1999 roku.
Wydawnictwo uzyskało status złotej płyty.

## Lista utworów
| Nr  | Tytuł utworu     | Słowa               | Muzyka                                                    | Długość |
| --- | ---------------- | ------------------- | --------------------------------------------------------- | ------- |
| 1.  | „Duży kac”       | Agnieszka Chylińska | Grzegorz Skawiński, Waldemar Tkaczyk, Zbigniew Kraszewski | 4:35    |
| 2.  | „Ciągle Ty”      | Agnieszka Chylińska | Grzegorz Skawiński, Waldemar Tkaczyk, Zbigniew Kraszewski | 4:17    |
| 3.  | „Nie to nie”     | Agnieszka Chylińska | Grzegorz Skawiński, Waldemar Tkaczyk, Zbigniew Kraszewski | 3:42    |
| 4.  | „Szkoda by było” | Agnieszka Chylińska | Grzegorz Skawiński, Waldemar Tkaczyk, Zbigniew Kraszewski | 4:38    |
| 5.  | „Na razie”       | Agnieszka Chylińska | Grzegorz Skawiński, Waldemar Tkaczyk, Zbigniew Kraszewski | 4:00    |
| 6.  | „Moje zło”       | Agnieszka Chylińska | Grzegorz Skawiński, Waldemar Tkaczyk, Zbigniew Kraszewski | 3:57    |
| 7.  | „Rozbieraj mnie” | Agnieszka Chylińska | Grzegorz Skawiński, Waldemar Tkaczyk, Zbigniew Kraszewski | 5:07    |
| 8.  | „Jestem silna”   | Agnieszka Chylińska | Grzegorz Skawiński, Waldemar Tkaczyk, Zbigniew Kraszewski | 3:43    |
| 9.  | „Pieprz”         | Agnieszka Chylińska | Grzegorz Skawiński, Waldemar Tkaczyk, Zbigniew Kraszewski | 3:57    |
| 10. | „Moja odpowiedź” | Agnieszka Chylińska | Grzegorz Skawiński                                        | 4:22    |
|     |                  |                     |                                                           | 42:18   |

- "Moja odpowiedź" nie została wydana na wersji kasetowej albumu.

## Twórcy
- Agnieszka Chylińska – śpiew
- Zbyszek Kraszewski – perkusja; producent muzyczny
- Grzegorz Skawiński – gitary, chórki
- Waldemar Tkaczyk – gitara basowa; współpraca produkcyjna
- Wojciech Horny – instrumenty klawiszowe
- Paweł Skura – realizacja
- Andrzej Paweł Wojciechowski – producent wiodący
- Grzegorz Piwkowski (High-End-Audio) – mastering